# Martin Stolk
Martinus Gerrit (Martin) Stolk (Enschede, 25 april 1928 - Hengelo, 17 februari 2014)  was een Nederlands beeldend kunstenaar.
Stolk groeide op in Glanerbrug en ging op zeventienjarige leeftijd naar Arnhem om aldaar aan de kunstacademie te studeren. Na zijn studie werkte Stolk jarenlang als docent. In 1962 verhuisde Stolk naar Hengelo en in zijn eigen atelier achter zijn huis maakte vele beelden; meestal in opdracht. Stolk was beeldhouwer en maakte voornamelijk versieringen voor openbare gebouwen en scholen. Stolk werkte veel met gietsteen, later richtte hij zich meer op het maken van bronzen beelden.
In Hengelo en omstreken staan diverse beelden van Stolk. In september 2013 werd het gietstenen beeld ‘Wederopbouw’ bij de Europatunnel dat Stolk in 1958 vervaardigde in opdracht van de gemeente Hengelo ter symbolisering van de wederopbouw van de door de Tweede Wereldoorlog verwoeste binnenstad, uitgeroepen tot monument van het jaar.